# Gary Foley
Gary Foley est un activiste aborigène Gumbaynggirr, universitaire, écrivain et acteur qui a refusé la nationalité australienne. Il est né le 11 mai 1950 à Gratton dans le nord de la Nouvelle-Galles du Sud (Australie).
Ancien militant de la cause noire, il a vécu toute une partie de son existence sous surveillance et l’une des figures les plus charismatiques et un des fondateurs de l’Australian Black Panther Party, inspiré de l'action violente de ses homologues aux États-Unis et considéré comme une menace terroriste par l'ASIO.
Il est surtout connu pour son rôle dans l'établissement de l'Ambassade aborigène à Canberra en 1972 et pour la création d'un service juridique autochtone à Redfern dans les années 1970. Foley a également co-écrit et joué dans la première mise en scène autochtone australienne, Basically Black.